# إينوسينات ثنائية الصوديوم

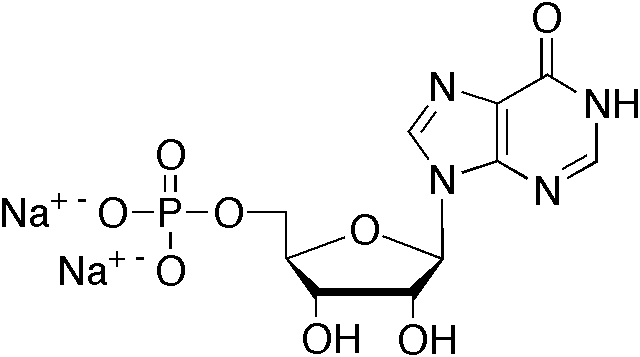
إينوزينات ثنائية الصوديوم

إينوزينات ثنائية الصوديوم مركب كيميائي له الصيغة C10H11N4Na2O8P، وهو ملح ثنائي الصوديوم لحمض الإينوسينيك.